# Chicaba
Sor Teresa Juliana de Santo Domingo, también conocida como Chicaba o Chikaba (Mina Baja del Oro, Imperio portugués, actual Ghana, c. 1676 – Salamanca, España, 6 de diciembre de 1748), fue una esclava y religiosa dominica. 
Está considerada la primera escritora negra española. 
En 1752 el rector teatino Juan Carlos Miguel de Paniagua escribió una hagiografía de la religiosa titulada Compendio de la Vida Ejemplar de la Venerable Madre Sor Teresa Juliana de Santo Domingo, principal fuente para conocer su vida, esta cuenta con 42 capítulos desde su niñez hasta su muerte.

## Biografía
Chicaba nació hacia 1676; de acuerdo a Paniagua originalmente fue una princesa africana de «La Baja Mina del Oro», este territorio actualmente corresponde a partes de Ghana, Togo, Benín y Nigeria. Tras ser esclavizada a la edad de 9 años, fue trasladada a España vía Santo Tomé —donde fue bautizada con el nombre cristiano de Teresa e introducida a la doctrina católica— y fue adquirida por Juliana Teresa Portocarrero, Marquesa de Mancera. Permaneció como esclava hasta 1703 (27 años), cuando, tras la muerte de la marquesa, entró como monja terciaria (votos sencillos principalmente debía llevar una vida religiosa y llevar el hábito, no es necesario vivir enclaustrada), en el convento dominico de la Penitencia de Salamanca.fue la primera mujer negra en España en ingresar a un convento de clausura, debido a la visión negativa de la época respecto a los africanos, ya que pensaban que su color de piel era un castigo divino, considerado el color del pecado por la maldición de Noé o Cam, por ello no podía comer ni dormir con el resto de las monjas.
Sólo se conserva un poema, vía Paniagua, de índole mística, escrito por Chicaba.
Falleció el 6 de diciembre de 1748.